# Sound of Freedom (phim)
Sound of Freedom là một bộ phim hành động Mỹ công chiếu năm 2023 do Alejandro Monteverde biên kịch và đạo diễn, với sự tham gia của dàn diễn viên Jim Caviezel, Mira Sorvino và Bill Camp. Caviezel đóng vai Tim Ballard, một cựu đặc vụ của chính phủ Hoa Kỳ dấn thân vào sứ mệnh giải cứu trẻ em khỏi những kẻ buôn bán tình dục ở Colombia. Phim được sản xuất bởi Eduardo Verástegui, người cũng đảm nhận một vai diễn trong phim. Cốt truyện xoay quanh Ballard's Operation Underground Railroad, một tổ chức phòng chống buôn bán tình dục.